# Congreso de Tucumán
El Congreso de Tucumán fue una asamblea soberana que al mismo tiempo se desempeñó como tribunal, poder legislativo y constituyente. Fue convocada por un acuerdo establecido en el Estatuto de 1815 y sesionó en dos lugares distintos: desde el 24 de marzo de 1816 al 16 de enero de 1817 lo hizo en la ciudad de San Miguel de Tucumán, y posteriormente en la ciudad de Buenos Aires, entre el 12 de mayo de 1817 y el 11 de febrero de 1820. Los actos propiamente constituyentes del congreso fueron el Acta de declaración de la independencia (9 de julio de 1816), el Manifiesto que hace a las Naciones el Congreso General Constituyente (25 de octubre de 1817), el Reglamento Provisorio para la dirección y administración del Estado (3 de diciembre de 1817) y la Constitución de las Provincias Unidas en Sudamérica (22 de abril de 1819).

## Antecedentes
En el bienio 1814-1815, una serie de acontecimientos externos e internos produjeron una crisis política  en las Provincias Unidas del Río de la Plata.

### La situación europea
En el plano europeo, Fernando VII volvió al trono en 1814 no como "el deseado" sino como un monarca absolutista que tenía la firme intención de castigar a los diputados que habían sancionado la Constitución de Cádiz en 1812 y enviar expediciones militares a América para recuperar sus dominios. Estos hechos se vincularon con la consolidación en Europa, después de la derrota de Napoleón, de las ideas conservadoras expuestas en el Congreso de Viena que querían asegurar la continuidad de las monarquías mediante la vigilancia y el control continental del republicanismo europeo que fue asociado con la violencia y el desorden.

### Crisis de 1815
En el plano interno, la crisis de 1815 comenzó el 13 abril cuando las tropas al mando de Ignacio Álvarez Thomas se sublevaron en Fontezuelas. Esto determinó, en Buenos Aires, la caída del gobierno "tiránico" o "con cetro de hierro" del director Alvear. Este hecho inició el quiebre de la relación pactista existente entre Buenos Aires y las ciudades del interior vigente desde mayo de 1810. Por ese "pacto",  las provincias habían prestado su obediencia política y apoyo militar a la ex capital virreinal a cambio de cierta representación política. La falta de una convocatoria inicial a una asamblea legislativa y la posterior "representación" mayoritariamente ficticia que tuvo la Asamblea General Constituyente del año XIII, en la que los diputados eran mayoritariamente de Buenos Aires o pertenecían a la Sociedad Patriótica, mostró que el gobierno de la capital impedía y/o trataba de controlar el ejercicio pleno de la representación “de los pueblos”. Esta "representación imperfecta",  provisoria e inestable, afectó a los distintos gobiernos centrales desde mayo de 1810. El deterioro progresivo de la relación entre la capital y las ciudades del interior no llegó a mayores:
- En primer lugar, debido a los  intereses comunes originados en la guerra civil que se inició inmediatamente con las expediciones militares al Paraguay y al Alto Perú;
- En segundo lugar, por la permanencia de la concepción organicista borbónica en la que Buenos Aires, como la cabeza del ex Virreinato, fue aceptada legalmente para que actuara en nombre del conjunto de las provincias.

Sin embargo, las provincias del Interior, que fueron afectadas por las campañas del ejército al Alto Perú, comenzaron a relacionarse cada vez más entre sí para realizar censos, reclutar soldados, dotarlos de equipos, controlar la seguridad interior, recibir donativos, reclamar empréstitos e impuestos, etc. creando así organismos "proto-estatales". A esto se sumó las victorias de Salta y Tucumán, que se cristalizaron en un "fervor patriótico" que reforzaron las convicciones autonómicas de las provincias del noroeste, lugar desde donde partían las expediciones militares. Tras la derrota de Sipe-Sipe, a fines de noviembre de 1815, a ese espacio se agregó Mendoza. Estas tensiones crecientes entre las provincias andinas y Buenos Aires se agregaron a las que ya existían entre esta última y la zona del litoral. Este cambio hacia el autonomismo alteró la geografía política heredada de la época virreinal en la que Buenos Aires era el eje indiscutido alrededor del cual giraba todo. Sin embargo, esto no implicó que se negara la necesidad de una unidad que organizara el esfuerzo militar coordinado del conjunto.

La unión desde luego es del todo necesaria a la defensa común, y sin ella es muy difícil, y aun casi imposible salvarnos; pero, ¿Es lo mismo unión, que dependencia?
Gob. de Córdoba José Javier Díaz al Director Álvarez Thomas, 10/10/1815, en (Segreti, 1995, p. 105)

Los historiadores Ricardo Levene y Emilio Ravignani interpretaron equivocadamente este imaginario de unión y autonomía igualitarias como un "federalismo" sin tener en cuenta que en ningún caso las ciudades exigían la soberanía sino un nuevo pacto que, a cambio de la sumisión a la causa común, se reconociera sus respectivas autonomías y al mismo tiempo se impidiera la balcanización interna en cada provincia  por la presión de las ciudades subalternas que, como el caso de  Santiago del Estero, Jujuy, Tarija, etc., provenían de viejos conflictos jurisdiccionales de la época virreinal.
La crisis del año 1815, equivalente al "segundo acto" de los sucesos políticos iniciados en 1810 fue subestimada por los historiadores dedicados al periodo 1808-1821. Salvo las críticas de José Carlos Chiaramonte y los trabajos de Carlos S. A. Segreti, la historiografía tradicional, además de sobrevalorar los sucesos de 1810, limitó el interés por esta crisis al análisis del Congreso de Tucumán y la declaración de la Independencia.

### Autonomía y condicionamientos
El 16 de abril de 1815, Córdoba dio el primer paso al declarar su independencia de Buenos Aires. Lo hizo influenciado por el movimiento de Artigas. Su gobernador, José Javier Díaz, propuso al resto de las ciudades que también hicieran lo mismo, o sea, se desprendieran de la dependencia de Buenos Aires al amparo de Rondeau, jefe del ejército auxiliar del Perú, que supuestamente estaba a favor de la "verdadera libertad", "los derechos" o autonomía respecto de Buenos Aires. Pocos días después el cabildo de Salta manifestó su coincidencia con esta línea de pensamiento. Díaz expuso que 

[Córdoba] se halla resuelta a no desistir [de la independencia de Buenos Aires] hasta que un congreso general reunido en plena libertad y en el lugar que esos ejércitos combinados tuviesen a bien designar, sancione y establezca las formas de gobierno que deba regir la América.
Oficio de José Javier Díaz al general Rondeau, 23 de abril de 1815, en (Segreti, 1966, p. 318)

El Cabildo de Salta también puso esa condición exigiendo además un plazo de cinco meses para ejecutarla y pidió a las otras ciudades que hicieran lo mismo. En mayo de 1815, el cabildo de Tucumán comunicó a Díaz y a San Martín que estaba en conversaciones con Rondeau y que existían ideas y sentimientos comunes entre los pueblos de Tucumán y Cuyo.
La crisis creó así una incipiente transversalidad política entre las provincias que vieron en la reunión de un congreso, propuesta hecha por el gobernador Díaz el 17 de abril y un mes después por Buenos Aires, como la única forma de poner freno a la dominación de la capital. Otro factor que influyó sobre la convocatoria fue el temor 
a una posible intervención militar de Buenos Aires en el interior, similar a la de 1810. De este rumor se hizo eco Güemes en una comunicación con Álvarez Thomas.

### La reacción del cabildo de Buenos Aires
Simultáneamente, el cabildo de Buenos Aires reaccionó rápidamente para recuperar su capacidad rectora ante la crisis del poder político después de Fontezuelas. Primero quitó su apoyo a Alvear y luego, ya como Cabildo Gobernador, asumió el mando interino para cubrir la acefalía provocada por su caída. Utilizando una táctica similar a la de mayo de 1810, el 21 de abril de 1815 envió a los cabildos de las ciudades una circular en la que manifestó que iba a respetar las opiniones y derechos en un pie de igualdad con todas ellas corrigiendo así la anterior "preponderancia funesta" que la capital había ejercido sobre los pueblos.
Apelando al argumento de la falta de tiempo para hacer consultas con el Interior, se eligieron doce electores en Buenos Aires que nombraron a José Rondeau como "Director de Estado". Sabiendo en el fondo que este no quería abandonar el mando del ejército auxiliar,  se nombró como "Director Suplente" a Álvarez Thomas. En esa misma circular, el cabildo de Buenos Aires  informó a los cabildos que la elección de Rondeau se hizo solamente para "poner una cabeza al frente del Estado para establecer provisoriamente [sic] el orden y restituir la tranquilidad", debiendo el nombrado sujetarse al Estatuto Provisional que se crearía ad hoc.
Estos electores, conjuntamente con el cabildo, también eligieron a las cinco personas que formarían la llamada Junta de Observación  que el 5 de mayo de 1815 promulgó el Estatuto Provisional para la dirección y administración del Estado. Este Estatuto se inspiró en su mayor parte en la Constitución de Cádiz de 1812 más algunos agregados novedosos provenientes de la crisis, en especial en lo concerniente a la representación:
- En primer lugar, extendió el voto a los habitantes de la campaña como contraprestación política a las obligaciones militares que se hacían sobre esos pobladores.
- En segundo lugar, el Estatuto organizó las elecciones de manera muy detallada con el doble propósito de modernizar al Estado y al mismo tiempo controlar el proceso del voto proporcional.
- En tercer lugar,  extendió el sistema electoral  a la elección de las autoridades provinciales: v.g. gobernadores, miembros del cabildo y diputados del futuro congreso.

La invitación del 17 de mayo de 1815 enviada a los cabildos del interior intentó crear un nuevo pacto con las ciudades mediante el reconocimiento de Rondeau como Director y la jura al nuevo Estatuto Provisional. Las ciudades aceptaron este nuevo orden igualitario que planteó Buenos Aires pero aclararon que su adhesión no iba a ser absoluta sino condicionada:
- al "respeto de sus derechos" y,
- a la convocatoria de un congreso que debía representar, finalmente, la soberanía de los pueblos.

Las ciudades del interior coincidieron en que la racionalidad política del momento exigía "controlar la fortuna" es decir, el azar y el desorden con que la capital había gobernado la entropía política desde 1810. El gobernador de Córdoba advirtió:

Estamos sentados sobre un volcán cuya boca principal se halla en ese pueblo [Buenos Aires] [...] Córdoba no teme nada de Buenos Aires, pero lo teme todo del partido que existe allí. Tampoco teme al jefe [Rondeau] que [Buenos Aires] ha elegido, pero tampoco puede prestarse a una confianza ciega que comprometa sus derechos [autonomía].
José Javier Díaz al Cabildo, 8 de mayo de 1815, en (Cuarto Congreso , 1966, p. 320-321, Vol.1)

## Elección de diputados
Las elecciones de los diputados que debían concurrir al congreso comenzaron en la segunda mitad del año 1815. A tal efecto, el Estatuto Provisional estableció nuevas pautas electorales:
1)  Se extendió el voto a los habitantes de la campaña. Esta modificación eliminó las críticas que durante años se hicieron a la dicotomía ciudad-campaña en materia de elecciones. Además, la necesidad de la guerra, en la que todos eran llamados a ofrecer su vida, requirió que todos los hombres libres participen del cuerpo político.
2)  La cantidad de diputados que debía representar a cada ciudad, villa y pueblo, que desde la época tardo colonial se determinaba por la diferente jerarquía que tenía cada una, se modificó por un sistema basado en el número habitantes: 

Como el censo de que habla el artículo 1.º, capítulo 2.º, ha de ser el fundamento para el número de representantes o diputados que han de asistir al Congreso General, se arreglará de modo que por cada quince mil almas, se nombre uno.
(Estatuto Provisional , 1815, p. Secc V, Cap. III, Art.VII)

3) El nuevo sistema dividió a los "vecinos" en votantes, electores y representantes. Los "electores", que fueron elegidos en asambleas primarias, integraban luego la asamblea electoral que elegía, en segundo grado, a los diputados al congreso. Los electores gozaban del mismo estatus que los diputados que ellos elegían en cuanto al tipo de mandato pues su función, en este único caso,  se consideraba como un "acto de soberanía".
4)  Surgieron nuevas funciones a cargo de agentes intermedios: alcaldes de barrio, jueces rurales o miembros de sectores marginales. Los pulperos, por ejemplo, actuaron en los procesos electorales como empadronadores y activistas.
5) Se modificaron los requisitos "personales" para ser elector o representante. La riqueza y el honor dejaron de ser la condición necesaria y suficiente. Ahora se requería mayor educación, oratoria y experiencia política. De ahí la preponderancia de abogados y sacerdotes entre los electores y diputados elegidos. La militarización de la sociedad, como factor de movilidad y cambio, se materializó en la presencia de militares en las listas de diputados, aunque en menor escala.
6)  Se ampliaron los requisitos de "estado" para poder votar. Al estado de ser "vecino", "hombre libre" y "leal" al nuevo orden, se sumó la obligación de tener una edad mínima de 25 años,  que era la edad de la emancipación, y ser nacido y tener residencia en el territorio donde votaba. Se mantuvo la exclusión de los "domésticos asalariados" y de aquellos que carecían de propiedad u oficio lucrativo y útil al país.
Debe señalarse que la existencia y/o aceptación de estas normas no implicó la exigencia de su puesta en práctica. Un ejemplo paradigmático de esta dicotomía fue la elección como diputado de Buenos Aires al Congreso de Tucumán de Tomás Manuel de Anchorena realizada por la junta electoral de Buenos Aires el 22 de agosto de 1815. En una carta a su hermano, Anchorena le comentó la risa que le produjo su nombramiento ya que no cumplía ninguno de los requisitos de vecindad, ocupación, presencia ni domicilio requeridos por el Estatuto Provisional que la propia Buenos Aires pretendía, por un lado, imponer su acatamiento al Interior y, por el otro lado, lo violaba. Para Anchorena esto era extender la autoridad de una junta electoral [la de Buenos Aires] fuera de los límites de su jurisdicción. Su conclusión poco optimista fue:

[...] no dudo [que el próximo congreso] parará en lo mismo que todos los anteriores, aunque se componga de puros Washingtones, cosa imposible en el mundo, y mucho más entre nosotros.
(Ibarguren, 1966, p. 63-64)

Lo mismo puede decirse de la incorporación de la representación de la campaña. Fue excepcional que se realizaran elecciones fuera del radio urbano. En Buenos Aires, por ejemplo, la ampliación de la representación mediante el voto directo de ciudad y campaña recién se materializó luego de 1820.
Por otro lado, no todas las provincias adhirieron al Estatuto Provisional  y su complejo sistema de votación. En Mendoza, donde gobernaba San Martín, se postergó su aprobación. Por esa razón, el 19 de junio de 1815, la elección de sus dos diputados al congreso se realizó en sesión secreta del Cabildo. Se trató de un caso de permanencia de modos de organización y mecanismos electorales que correspondían a una diferente concepción de la "representación política" y que provenían del antiguo régimen colonial.
La elección de los diputados a través de una junta electoral produjo un quiebre en la vida política. El pueblo dejó de estar representado por el cabildo como cuerpo corporativo, función que pasó a la junta electoral. También el gobernador perdió su atribución de confirmar la elección de los diputados, atributo que se había heredado de la época borbónica. Por consiguiente, al congreso de Tucumán concurrieron dos tipos de diputados en cuanto al origen de su representación:
a) Los que fueron elegidos por electores en asambleas secundarias, electores que a su vez habían sido elegidos previamente por los vecinos en asambleas primarias;
b) Los que fueron elegidos por cabildos o cabildos abiertos según el tradicional sistema corporativo de representación.

## Elección de la sede
El Estatuto Provisional de 1815 (Secc III, Cap. I, Art. XXX) estableció que los diputados al congreso general debían reunirse en Tucumán. No existían dudas de que la sede debía estar fuera de Buenos Aires porque era un hecho cierto que casi todas las ciudades del interior eran hostiles a la capital. El 10 de septiembre de 1815, Fray Cayetano Rodríguez advirtió a su amigo José Agustín Molina sobre esta oposición:

¿Y dónde quieres que sea?, [escribió fray Rodríguez.] ¿En Buenos Aires? ¿No sabes que todos se excusan de venir a un pueblo a quien miran como opresor de sus derechos y que aspira a subyugarlos? ¿No sabes que aquí las bayonetas imponen la ley y aterran hasta los pensamientos? ¿No sabes que el nombre porteño está odiado en las Provincias unidas o desunidas del Río de la Plata? ¿Qué avancemos con un Congreso que no ha de presidir la confianza y la buena fe? [...] Si te parece que aquí mismo se desea la reunión [del congreso] en este pueblo [Buenos Aires], te engañas.
(Tau Anzoátegui, 2005, p. 354)

Tanto el interior como un sector en la propia capital compartían los temores de una posible repetición de connivencias que en años anteriores se habían dado entre la Asamblea General Constituyente y el gobierno de turno a la que solían sumarse las influencias de los intereses particulares de las elites de Buenos Aires.

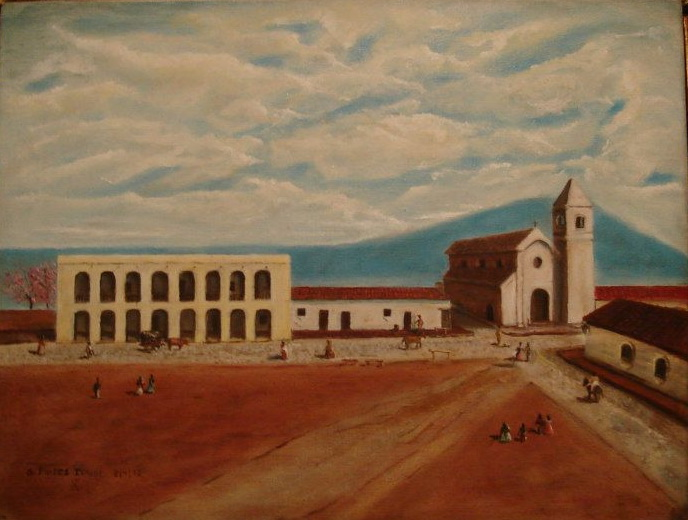
Tucumán a principios del. (Óleo actual obra de Gerardo L. Flores Ivaldi)

La elección de la ciudad de Tucumán como sede se debió a varios factores:
- Existían buenas relaciones  entre el gobierno de Tucumán y el de Buenos Aires y  las ciudades del interior confiaban en Tucumán;
- Era necesario disociar la autoridad del Congreso de la primacía de Buenos Aires. Esto facilitó que Córdoba se aviniera a enviar sus diputados al Congreso;
- Para honrar a la ciudad y autoridades de Tucumán por su esforzado desempeño en la guerra;
- Por la posición estratégica de su ubicación geográfica y la presencia del ejército auxiliar del Perú en sus cercanías.

Para 1815 la ciudad de Tucumán ya no era la sencilla aldea colonial poblada de comerciantes en la ruta entre Buenos Aires y al Alto Perú. Desde 1810, los ejércitos en tránsito hacia el norte y el abastecimiento de alimentos y equipos de esas fuerzas alteraron su fisonomía. Contaba con un hospital de campaña, una fábrica de fusiles y diversos talleres. La población había aumentado, en parte por los emigrados del Alto Perú, Jujuy y Salta que llegaban buscando más seguridad. La guerra, en todas sus manifestaciones: noticias, rumores, controles de seguridad, heridos, desertores, formaban parte de la vida cotidiana de la ciudad elegida como sede del congreso.
Para las sesiones se alquiló una casa, propiedad de Francisca Bazán de Laguna, que en 1941 fue declarada Monumento Histórico Nacional.

### Miembros de la Asamblea
De los 33 diputados elegidos: dieciocho de ellos eran abogados.
nueve de ellos, sacerdotes, y dos más eran frailes, mientras que los otros cuatro eran militares:
| Distrito                            | Representantes                         | Periodo                                     |
| ----------------------------------- | -------------------------------------- | ------------------------------------------- |
| Buenos Aires                        | Tomás Manuel de Anchorena              | 24 de marzo de 1816 - 11 de febrero de 1820 |
| Buenos Aires                        | José Darragueira                       | 24 de marzo de 1816 - 11 de febrero de 1820 |
| Buenos Aires                        | Esteban Agustín Gascón                 | 24 de marzo de 1816 - 11 de febrero de 1820 |
| Buenos Aires                        | Pedro Medrano                          | 24 de marzo de 1816 - 11 de febrero de 1820 |
| Buenos Aires                        | Juan José Paso                         | 24 de marzo de 1816 - 11 de febrero de 1820 |
| Buenos Aires                        | Cayetano José Rodríguez                | 24 de marzo de 1816 - 11 de febrero de 1820 |
| Buenos Aires                        | Antonio Sáenz                          | 24 de marzo de 1816 - 11 de febrero de 1820 |
| San Fernando del Valle de Catamarca | Manuel Antonio Acevedo                 | 24 de marzo de 1816 - 11 de febrero de 1820 |
| San Fernando del Valle de Catamarca | José Eusebio Colombres                 | 24 de marzo de 1816 - 11 de febrero de 1820 |
| Córdoba                             | José Antonio Cabrera                   | 24 de marzo de 1816 - 11 de febrero de 1820 |
| Córdoba                             | Miguel Calixto del Corro               | 24 de marzo de 1816 - 11 de febrero de 1820 |
| Córdoba                             | Eduardo Pérez Bulnes                   | 24 de marzo de 1816 - 11 de febrero de 1820 |
| Córdoba                             | Jerónimo Salguero de Cabrera y Cabrera | 24 de marzo de 1816 - 11 de febrero de 1820 |
| Charcas (La Plata o Chuquisaca)     | José Severo Malabia                    | 24 de marzo de 1816 - 11 de febrero de 1820 |
| Charcas (La Plata o Chuquisaca)     | Mariano Sánchez de Loria               | 24 de marzo de 1816 - 11 de febrero de 1820 |
| Charcas (La Plata o Chuquisaca)     | José Mariano Serrano                   | 24 de marzo de 1816 - 11 de febrero de 1820 |
| Chichas (Municipio de Tupiza)       | José Andrés Pacheco de Melo            | 24 de marzo de 1816 - 11 de febrero de 1820 |
| Chichas (Municipio de Tupiza)       | Juan José Feliciano Fernández Campero  | 24 de marzo de 1816 - 11 de febrero de 1820 |
| San Salvador de Jujuy               | Teodoro Sánchez de Bustamante.         | 24 de marzo de 1816 - 11 de febrero de 1820 |
| La Rioja                            | Pedro Ignacio de Castro Barros.        | 24 de marzo de 1816 - 11 de febrero de 1820 |
| Mendoza                             | Tomás Godoy Cruz                       | 24 de marzo de 1816 - 11 de febrero de 1820 |
| Mendoza                             | Juan Agustín Maza                      | 24 de marzo de 1816 - 11 de febrero de 1820 |
| Mizque                              | Pedro Ignacio Rivera                   | 24 de marzo de 1816 - 11 de febrero de 1820 |
| Salta                               | Mariano Boedo                          | 24 de marzo de 1816 - 11 de febrero de 1820 |
| Salta                               | José Ignacio de Gorriti                | 24 de marzo de 1816 - 11 de febrero de 1820 |
| Salta                               | José Moldes                            | 24 de marzo de 1816 - 11 de febrero de 1820 |
| San Juan                            | Francisco Narciso de Laprida           | 24 de marzo de 1816 - 11 de febrero de 1820 |
| San Juan                            | Justo Santa María de Oro               | 24 de marzo de 1816 - 11 de febrero de 1820 |
| San Luis                            | Juan Martín de Pueyrredón              | 24 de marzo de 1816 - 11 de febrero de 1820 |
| Santiago del Estero                 | Pedro León Gallo                       | 24 de marzo de 1816 - 11 de febrero de 1820 |
| Santiago del Estero                 | Pedro Francisco de Uriarte             | 24 de marzo de 1816 - 11 de febrero de 1820 |
| San Miguel de Tucumán               | Pedro Miguel Aráoz                     | 24 de marzo de 1816 - 11 de febrero de 1820 |
| San Miguel de Tucumán               | José Ignacio Thames.                   | 24 de marzo de 1816 - 11 de febrero de 1820 |

## Ausentes
Con solo tres excepciones, las ciudades y villas del Alto Perú, que habían pertenecido al Virreinato del Río de la Plata, no pudieron hacer llegar sus representantes por haber sido reconquistados por los realistas. Tal fue el caso de La Paz, Cochabamba, Santa Cruz de la Sierra y Potosí. Durante la tercera expedición auxiliadora al Alto Perú habían sido elegidos los diputados por Chichas, Charcas y Mizque, que se incorporaron al Congreso.
El diputado elegido por Tarija, José Miguel Zegada, no logró estar presente ante el Congreso.
Las provincias de la Liga Federal —la Banda Oriental, Corrientes, Entre Ríos, Misiones y Santa Fe— no enviaron sus representantes, por estar de hecho en una situación de guerra civil contra el gobierno central. Solo la provincia de Córdoba —que también se consideraba miembro de la Liga, pero no estaba aún en guerra con el Directorio— envió sus representantes, todos ellos de clara inclinación hacia el federalismo. La participación de Banda Oriental, se dio de manera tentativa, debido a la urgencia de recursos frente a una inminente invasión luso-brasileña, pero esto fue impedido por Artigas, quien expresó: "El jefe de los orientales ha manifestado en todo el tiempo que ama demasiado a su Patria para sacrificar el rico patrimonio de los orientales al bajo precio de la necesidad.".  La reacción perpleja del director se manifestó en una carta al Cabildo de Montevideo: "¿Será posible que haya podido preferirse la pérdida de esta plaza interesante (Montevideo) y de su hermoso territorio en manos de un extranjero […] antes que adoptar el sistema de unidad que rige el resto de las provincias bajo el cual el individuo es dueño de sus derechos?.
Pese a que el Paraguay se había desvinculado desde 1810 de las Provincias del Río de la Plata, el director Álvarez Thomas envió al doctor Francia, Dictador Supremo de la República del Paraguay, dos oficios con fecha 19 y 22 de mayo de 1815, en los que informaba sobre la convocatoria al congreso en Tucumán e invitaba al envío de diputados. Las notas no recibieron respuesta. El 19 de septiembre Álvarez Thomas reiteró las mismas con algunos cambios en el protocolo: "No dudo querrá tener una parte [en el Congreso de Tucumán] esa República [Paraguay] para consultar sus intereses y afianzarlos con las augustas resoluciones". Estas notas tampoco tuvieron respuesta. El 4 de diciembre de 1815, en un oficio confidencial al comandante del puerto de Pilar, el doctor Francia se refirió a la invitación porteña como de "inoportuna", "excusada" e "insultante", pues pretendía "que una República independiente envíe diputados a un Congreso de los provincianos de otro Gobierno" lo que consideraba un "absurdo y un despropósito de marca". ANA, vol.224, N.º 5, Secc Historia.

## Ceremonias y juramentos
El 24 y 25 de marzo se celebraron, con una fastuosidad propia de la época virreinal, la apertura de las sesiones. Las fechas no fueron elegidas al azar sino en honor a la tradición de mayo y la celebración "del adorable misterio de la encarnación del Hijo de Dios", augurio de la encarnación de la soberanía en los representantes de los pueblos.
Los diecinueve diputados presentes, saludados previamente por una salva de artillería, cumplieron el rito de "procesión de autoridades", ceremonia que consistía en concurrir todos juntos por el centro de la ciudad, desde la sede del Congreso a  la iglesia de San Francisco, para la misa de acción de gracias. Terminada la misma volvieron a la sede o "sala congresal" y prestaron el juramento de "conservar íntegro el territorio de las Provincias Unidas" y "conservar y defender la religión Católica, Apostólica, Romana", es decir, "Patria" y "Religión", dos valores fundamentales que representaban el punto común y de unión por arriba de las particularidades y derechos que cada jurisdicción pudiera tener. Al día siguiente, luego de una misa multitudinaria con la presencia del gobernador, clero, militares y figuras principales de la sociedad y tras un discurso del presidente del Congreso, las autoridades y corporaciones locales prestaron su juramento siguiendo el protocolo corporativo tradicional. El día 26 se dictó una orden a todas las ciudades para que celebren el inicio del Congreso y presten el juramento de rigor para lo cual se transcribió una única fórmula para todas ellas. En este juramento por Dios y la Patria, se aclaró que se "reconocía" en el Congreso "la soberanía de los pueblos que representan". Era clara la diferencia con la controvertida fórmula del congreso anterior de 1813 en la que se juró obedecer a la "autoridad soberana de las Provincias Unidas", unitaria e indivisible.
Importantes festejos y juramentos se realizaron en Córdoba y Mendoza. En esta última, San Martín, por bando del 7 de abril de 1816, exhortó al pueblo mendocino a unir su voluntad al congreso que iba a "dictar el código sagrado de su institución", o sea la Constitución, y que será Patria "una vez elevada al majestuoso rango de su independencia". Es importante señalar que la jura de obediencia al nuevo congreso no se completó solamente con las de los diputados en tanto representantes de los pueblos. Se requirió que las propias autoridades y corporaciones de las ciudades también juraran, un ejemplo de la subsistencia atávica de los ritos y ceremoniales corporativos de las Juras Reales de la época tardo-colonial. El Congreso, a través de esta "liturgia política", trató de imponer, desde el inicio, una imagen de continuidad, orden, estabilidad y unión similares a la que tenía el rey.
Un ligero cuestionamiento de tipo protocolar surgió en Buenos Aires  relacionado con el juramento. Balcarce propuso que las ciudades debían reconocer al Congreso cuando algunas ya lo habían hecho. Ante lo extemporáneo de esta exigencia, el gobernador de Córdoba recomendó a Balcarce que se ocupe de aquellas provincias y ciudades que estaban exclusivamente bajo su mandato recordándole que Córdoba, por sí misma, ya lo había hecho.

## Funcionamiento del Congreso

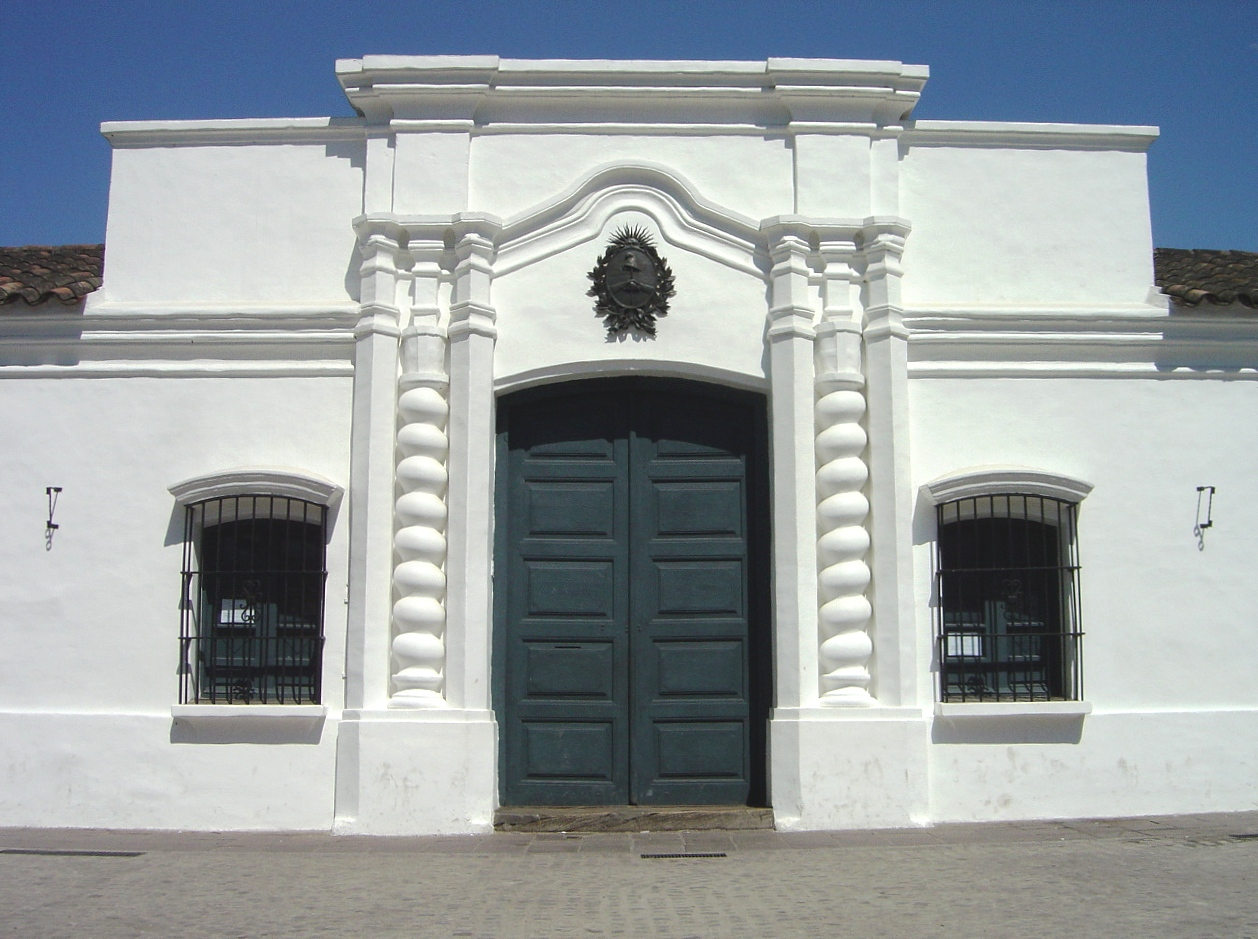
Casa de la Independencia Argentina.

En las primeras sesiones, los diputados se abocaron a considerar el reglamento interno del Congreso y las cuestiones políticas internas. En cuanto a lo primero, nombraron un presidente, que debía ser rotativo, durando un  mes cada uno en ese cargo. También eligieron dos secretarios, cayendo la designación en Juan José Paso y José Mariano Serrano.
A fin de diferenciarse de la actuación de la Asamblea del Año XIII, los diputados declararon que eran "diputados de los Pueblos", y no "de la Nación". Teóricamente, esto quería decir que dependían de las ciudades que los habían elegido, y que éstas podían relevarlos. Pero, por otro lado, se aseguraron de que no podrían ser molestados por sus actos y opiniones en el Congreso, lo que en parte invalidaba la anterior declaración.
En un primer período, las acciones del Congreso se vieron complicadas por la necesidad de atender, simultáneamente, muy diversas cuestiones. A más de un mes de funcionar de ese modo casi caótico, se designó una comisión integrada por Gascón, Sánchez de Bustamante y Serrano, que redactó una Nota de Materias de Primera y Preferente Atención. Estas materias serían: un manifiesto a los pueblos, la Declaración de la Independencia, el envío de diputados a España, los pactos entre provincias, la forma de gobierno, un proyecto de constitución, un plan de guerra, la financiación pública, la determinación de los límites del Estado, la creación de ciudades y villas, la administración de justicia, y los establecimientos educativos.

## Actuaciones iniciales
Entre las primeras cuestiones que debió enfrentar el Congreso, estaba la situación del Directorio: Álvarez Thomas había renunciado, reemplazado por Antonio González Balcarce. También había presentado su renuncia el titular, general Rondeau.
De modo que, el 3 de mayo, el Congreso designó Director Supremo al general Juan Martín de Pueyrredón, diputado al mismo. Este ordenó a  Manuel Belgrano reemplazar a Rondeau como comandante del Ejército del Norte, y tardó algunas semanas en iniciar su viaje a la Capital.
Este nombramiento trajo una seria ruptura, debido a la candidatura del coronel Moldes, sustentada por el general Martín Miguel de Güemes, gobernador de Salta, y los diputados cordobeses. Moldes, de carácter muy fuerte, chocó con los diputados porteños, terminando por ser arrestado y suspendido en su carácter de diputado.
Apenas instalado el Congreso, los federales lograron un importante avance, logrando ocupar la ciudad de Santa Fe. El Congreso envió una diputación, para lograr la pacificación con esa provincia, el reconocimiento de la autoridad del Director Supremo y el envío de un diputado al Congreso. Al mando de esa diputación fue enviado el diputado Del Corro, que no solo no logró una mediación eficaz, sino que se sumó al partido federal de José Artigas, e incluso asistió —en calidad de diputado por Córdoba— al Congreso de Oriente.
El día 6 de julio, en sesión secreta, asistió al Congreso el general Manuel Belgrano, que había sido durante 1814 y 1815 diplomático de las Provincias Unidas ante el gobierno de Gran Bretaña. Tras contestar algunas preguntas, Belgrano aconsejó un sistema monárquico "temperado" o sea, constitucional,  para las Provincias Unidas. Pensaba que, a fin de incorporar el Perú a la monarquía, la capital debía estar en Cuzco, nombrando para el cargo de rey a un descendiente de los Incas. Sus ideas estaban influidas por la restauración de las monarquías en Europa luego de la derrota de Napoleón Bonaparte, como él mismo lo expresó en ese discurso.
Belgrano sostuvo

Aunque la resolución de América en su origen mereció un alto concepto de los poderes de Europa por la marcha majestuosa con que se inició, su declinación en el desorden y anarquía continuada por tan dilatado tiempo ha servido de obstáculo a la protección, que sin ella se habría logrado; así es que, en el día debemos contarnos reducidos a nuestras propias fuerzas. Además, ha acaecido una mutación completa de ideas en la Europa, en lo relativo a la forma de gobierno. Así como el espíritu general de las naciones, en años anteriores era republicanizarlo todo; en el día se trata de monarquizarlo todo.

La nación inglesa, con el grandor y majestad a que se ha elevado, más que por sus armas y riquezas, por la excelencia de su constitución monárquico-constitucional ha estimulado a las demás a seguir su ejemplo. La Francia lo ha adoptado. El Rey de Prusia por sí mismo, y estando en el pleno goce de su poder despótico, ha hecho una revolución en su reino y sujetándose a bases constitucionales idénticas a las de la nación inglesa; habiendo practicado otro tanto las demás naciones.

Conforme a estos principios, en mi concepto, la forma de gobierno más conveniente para estas provincias sería la de una monarquía temperada, llamando la dinastía de los Incas, por la justicia que, en sí, envuelve la restitución de esta casa tan inicuamente despojada del trono; a cuya sola noticia estallará el entusiasmo general de los habitantes del interior.

## La Declaración de la Independencia

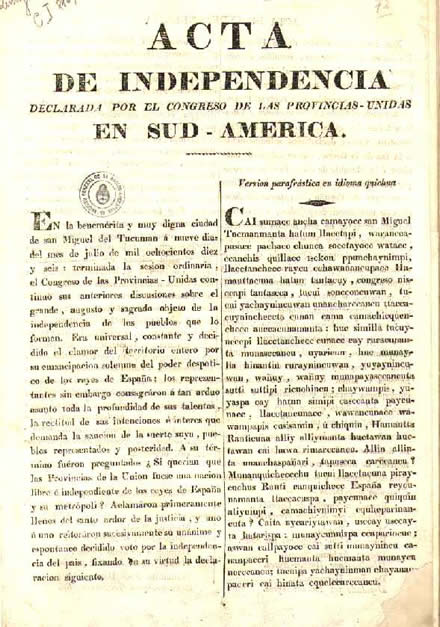
Declaración de la Independencia de las Provincias Unidas en Sudamérica, redactada en español y quechua.

En 1814, el rey Fernando VII había regresado al trono de España, situación que quitaba validez y utilidad a la ficticia lealtad al rey. Por eso, los diputados estaban convencidos de que era urgente declarar la Independencia. Por otro lado, se creía indispensable lograr algún tipo de ayuda externa, para lo cual era necesario que el país mismo declarara ser independiente.
El general José de San Martín, gobernador de Cuyo, estaba organizando el Ejército de los Andes, que debía llevar adelante la campaña libertadora a Chile. Necesitado de ayuda externa, urgía a los diputados cuyanos a declarar cuanto antes la Independencia: en carta al diputado Godoy Cruz, le decía:

¡Hasta cuándo esperamos declarar nuestra independencia! ¿No le parece una cosa bien ridícula acuñar moneda, tener el pabellón, y por último hacer la guerra al soberano de quien en el día se cree dependemos? ¿Qué nos falta más que decirlo? Por otra parte, ¿qué relaciones podremos emprender cuando estamos a pupilo? Los enemigos (y con mucha razón) nos tratan de insurgentes, pues nos declaramos vasallos... Ánimo, que para los hombres de coraje se han hecho las empresas. Veamos claro, mi amigo; si no se hace, el Congreso es nulo en todas sus partes, porque reasumiendo éste la soberanía, es una usurpación al que se cree verdadero, es decir, a Fernandito.
(Campo Wilson, 1966, p. s/d)

En otra carta a Godoy Cruz, cuando aún no habían empezado a sesionar, le pregunta:

¿Cuándo empiezan ustedes a reunirse? Por lo más sagrado les suplico hagan cuantos esfuerzos quepan en lo humano para asegurar nuestra suerte; todas las provincias están en expectación, esperando las decisiones de ese congreso: él solo puede cortar las desavenencias.
(Campo Wilson, 1966, p. s/d)

 Y en una tercera carta, respuesta a otra de Godoy Cruz, le insiste: 

Veo lo que usted me dice de la independencia no es soplar y hacer botellas; yo respondo a usted que mil veces me parece más fácil hacerla que el que haya un solo americano que haga una sola (botella).
(Campo Wilson, 1966, p. s/d)

No obstante, el momento era delicado: la reacción realista triunfaba en todos lados, desde México hasta Chile, pasando por el Alto Perú, que teóricamente aún pertenecía a las Provincias Unidas. Solo permanecían libres de la reconquista española las Provincias Unidas, la Liga Federal —si es que se la considera separada de las Provincias Unidas— y el Paraguay.
Finalmente, el 9 de julio de 1816, siendo presidente el diputado Laprida, según la cita del Redactor del Congreso, 

”En la benemérita y muy digna ciudad de San Miguel de Tucumán a nueve días del mes de julio de mil ochocientos diez y seis, terminada la sesión ordinaria, el Congreso de las Provincias Unidas continuó sus anteriores discusiones sobre el grande, augusto y sagrado objeto de la independencia de los pueblos que lo forman. Era universal, constante y decidido el clamor del territorio entero por su emancipación solemne del poder despótico de los reyes de España, los representantes sin embargo consagraron a tan arduo asunto toda la profundidad de sus talentos, la rectitud de sus intenciones e interés que demanda la sanción de la suerte suya pueblos representados y posteridad. A su término fueron preguntados ¿Si quieren que las provincias de la Unión fuese una nación libre e independiente de los reyes de España y su metrópoli? Aclamaron primeramente llenos de santo ardor de la justicia, y uno a uno reiteraron sucesivamente su unánime y espontáneo decidido voto por la independencia del país, fixando en su vitual la declaración siguiente:

”Nos, los representantes de las Provincias Unidas en Sud América, reunidos en congreso general, invocando al Eterno que preside el universo, en nombre y por la autoridad de los pueblos que representamos, protextando al Cielo, a las naciones y hombres todos del globo la justicia que regla nuestros votos: declaramos solemnemente a la faz de la tierra, que es voluntad unánime e indubitable de estas Provincias romper los violentos vínculos que los ligaban a los reyes de España, recuperar los derechos de que fueron despojados, e investirse del alto carácter de una nación libre e independiente del rey Fernando séptimo, sus sucesores y metrópoli. Quedan en consecuencia de hecho y de derecho con amplio y pleno poder para darse las formas que exija la justicia, e impere el cúmulo de sus actuales circunstancias. Todas y cada una de ellas así lo publican, declaran y ratifican comprometiéndose por nuestro medio al cumplimiento y sostén de esta su voluntad bajo el seguro y garantía de sus vidas haberes y fama. Comuníquese a quienes corresponda para su publicación. Y en obsequio del respeto que se debe a las naciones, detállense en un manifiesto los gravísimos fundamentos impulsivos de esta solemne declaración. Dada en la sala de sesiones, firmada de nuestra mano, sellada con el sello del Congreso y refrendada por nuestros diputados secretarios.”

El 19 de julio, en sesión secreta, el diputado Medrano hizo aprobar una modificación a la fórmula del juramento, agregando después de «independiente del rey Fernando VII, sus sucesores y metrópoli», la frase:

”y de toda otra dominación extranjera.”

Inusualmente, la declaración alteró el nombre del país, llamándolo "Provincias Unidas en Sud América", nombre que no se había utilizado hasta entonces. Al parecer, la intención era declarar la independencia de todas o casi todas las colonias españolas en América del Sur, unificándolas en un solo país, con capital en Cuzco.
Cabe aclarar que, de los diputados, cuatro de ellos no pudieron asistir a la sesión del 9 de julio: Del Corro, el general Juan José Feliciano Fernández Campero, Marqués de Yavi, por Chichas, quien se encontraba en el frente de combate, José Moldes de Salta, y Juan Martín de Pueyrredón, por entonces en el cargo de Director Supremo. Tampoco estuvo presente Pedro Buenaventura Carrasco, representante de Cochabamba, que se integraría más adelante al Congreso.

## Manifiesto y decreto del 1.º de agosto de 1816
Pocos días después de la declaración de la independencia y terminados los festejos, el congreso reinició los debates sobre la forma de gobierno.  Pero antes, y aprovechando el entusiasmo reinante, consideró necesario y oportuno fijar el rumbo y los medios políticos para contener las disputas y disolución que la militarización y la expansión del principio de retroversión de la soberanía venía afectando a las provincias. El 1.º de agosto de 1816,  el congreso aprobó el manifiesto presentado por el diputado doctor Juan José Paso, por entonces secretario,  titulado Manifiesto del Congreso de las Provincias Unidas de Sudamérica excitando los pueblos a la unión y al orden. Este manifiesto incluía lo que El Redactor del congreso mencionó como «serio decreto» cuya primera frase definía claramente la nueva posición ideológica: 

Fin a la revolución, principio al orden, reconocimiento, obediencia y respeto a la autoridad soberana de las Provincias y pueblos representados en el Congreso y a sus determinaciones. (Mabragaña, 1910, p. 110)

¿A qué revolución se refería el decreto? El uso del término «revolución» no había sido frecuente en la zona del Río de la Plata a comienzos del siglo XIX.  Normalmente estaba ligado semánticamente a situaciones de alboroto, de alteración del orden y a la sedición. Posteriormente, por influencia de la Revolución Francesa, la crisis de la monarquía peninsular y los movimientos juntistas en España y América, el término adquirió un nuevo contenido. Revolución comenzó a significar algo positivo, como punto de origen o partida de un nuevo orden que pretendía dejar atrás todo el pasado y que, al mismo tiempo, otorgaba legalidad a los cambios políticos que se estaban dando. «Revolución» fue definida  como un proceso político pacífico, providencial, regenerador de procesos envejecidos e históricamente necesario e irreversible, asimilable a los fenómenos de la naturaleza que escapan a la voluntad y manejo de los hombres. Así fue entendida la «Revolución de Mayo». No obstante, como el sentido negativo original seguía existiendo, fue necesario diferenciarlo con distintos calificativos. Así se habló de la «feliz», «justa», «benéfica», «interesantísima» y «santa» revolución.
Sin embargo, el desarrollo político desde 1810 había demostrado que una cosa fue el impulso revolucionario inicial y otra cosa fue el manejo y dirección que se dio a ese movimiento. El quiebre del orden anterior demostró que la revolución había generado efectos no deseados: conflictos facciosos, cambios de gobierno, crisis ideológicas y sociales y una creciente fragmentación regional que afectaban la gobernabilidad y la conducción militar. Esto mismo había ocurrido en la revolución francesa dando lugar al término «contrarrevolución» que fue definido por Condorcet como una revolución que se oponía a la libertad. El uso de estos términos no estuvieron exentos de subjetividad: Beruti calificó de «contrarrevolucionario» a los sucesos del 5 y 6 de abril de 1811 mientras Funes lo consideró como «revolucionario». Lo mismo ocurrió con la oposición de Córdoba a subordinarse al gobierno de Buenos Aires en 1810 que en primera instancia fue tildada por esta última como «revolucionaria», para más tarde ser calificada como «contrarrevolucionaria».
Un factor preocupante fue la convicción de que esta revolución «negativa», que  tendía a auto generarse, aumentaba un peligro que se consideró primordial: de que la «plebe» se acostumbre a cuestionarlo todo y termine quebrando el orden social, o que se acentúen las tendencias hacia la autonomía de sectores subalternos. 

[...] el concepto revolución cobró un carácter ambiguo al considerarse por un lado emblema de la libertad y mito de origen de la patria y, por el otro lado, causa de enfrentamientos que la desgarran. (Wasserman, 2008, p. 167)

 En el Manifiesto del 1.º de agosto de 1810 se utilizó el término en ambos sentidos:

Queremos excusaros el disgusto de recorrer la serie odiosa de acontecimientos, que degradando el mérito de la revolución [de mayo de 1810] y el crédito de gloriosas expediciones militares  nos han reducido en las últimas derrotas a la situación más desolante. (Mabragaña, 1910, p. 97)

[...] el estado revolucionario [acepción negativa] no puede ser el estado permanente de la sociedad: un estado semejante declinaría luego en división y anarquía y terminaría en disolución. (Mabragaña, 1910, p. 101)

El manifiesto advirtió sobre el «virus revolucionario» que se propagaba y nutría de lo que destruía. Era necesario eliminar la discordia interna, más peligrosa que el enemigo externo. Para ello el decreto definió a sus promotores como «enemigos del estado» y por lo tanto pasibles de ser castigados con penas «hasta de muerte y expatriación». Era el momento del orden basado en un poder fuerte, legalizado por un congreso respetable, que pusiera fin a esa revolución.

La paradoja del Congreso de Tucumán fue que sus integrantes eran notablemente más conservadores, a tono con lo que ocurría en todos lados en 1816, que sus predecesores revolucionarios, pero fueron los que terminaron dando el paso independentista. (Di Meglio, 2016, p. 69)

## La monarquía, la república y los federales
A partir del 12 de julio de 1816 el Congreso de Tucumán inició la discusión sobre la forma de gobierno, al proponer el diputado Acevedo que se adoptase la forma monárquica constitucional. Las discusiones se elevaron inmediatamente de tono, incluyendo mordaces comentarios de algunos diputados, despreciando por razones raciales la propuesta de un rey "de la casta de los chocolates." Cuando predominaba la opinión de iniciar tratativas en el sentido de nombrar un rey, el día 15, el diputado fray Justo Santamaría de Oro exigió que, antes de tomar ninguna determinación, se consultara "a los pueblos". Rápidamente la discusión se estancó.
Desde poco antes de la Declaración de la Independencia, fuerzas portuguesas iniciaron una campaña para apoderarse de la Banda Oriental, hecho que finalmente se produjo en el mes de agosto. La excusa para la invasión luso-brasileña era la acción del jefe de los federales, general José Artigas, que de hecho desconocía la autoridad del Directorio y del Congreso.
El propio Director Supremo no veía con malos ojos la invasión, ya que pensaba que —aunque al precio de perder una provincia— esta le permitiría librarse de la amenaza de los federales. Derrotado Artigas por los portugueses, pensaba, sería fácil recuperar para la obediencia al gobierno de Buenos Aires a Santa Fe, Entre Ríos y Corrientes. No sería así: con la única excepción de Córdoba, las provincias federales no pudieron ser recuperadas y nunca enviaron diputados al Congreso.
De todos modos, el Congreso envió una diputación ante el general invasor, Carlos Federico Lecor, la cual, aleccionada por Pueyrredón, no exigió de manera taxativa la retirada de los invasores, e incluso pretendió lograr apoyo portugués en la lucha contra Artigas. El resultado de tal política fue la ocupación de Montevideo a principios de 1817, y una larga guerra defensiva de los orientales, hasta su derrota definitiva en 1820.
El día 22 de noviembre, el Congreso sancionó un Reglamento Provisorio, una especie de constitución provisional, pero esta nunca fue promulgada por Pueyrredón.

## Traslado a Buenos Aires
El 23 de septiembre de 1816, Belgrano informó al Congreso del avance de mil quinientos soldados realistas hacia Jujuy. El presidente del congreso, Pedro Carrasco, "invitó al Cuerpo Soberano a tratar de poner en seguridad su existencia" por lo que se decidió el traslado sin definir "cuándo, cómo ni donde". En los días siguientes continuaron intensos debates sobre la elección del lugar.
En realidad el cambio de sede ya estaba previsto en la misma convocatoria que dejaba a criterio de los diputados el momento y lugar. Darragueira, mucho antes de la inauguración del congreso, ya le había expresado a Guido su idea de que "Siempre tendremos que llevar el Congreso a esa gran capital". En cartas posteriores le pidió a Guido su opinión sobre este punto.
En el debate, las ponencias sobre el traslado se dividieron en tres grupos:
- El primer grupo estuvo integrado por Güemes, Belgrano, los diputados de Córdoba (Cabrera, Corro y Salguero de Cabrera), los diputados de Salta y el diputado de Cuyo Fray Justo, el más independiente de su provincia y que actuaba fuera de la órbita de San Martín. Estos mocionaron por la permanencia en Tucumán.  Los diputados salteños Gorriti y Boedo, cada vez más enfrentados con los centralistas porteños, se opusieron específicamente a que el traslado fuera a Buenos Aires.
- El segundo grupo era el de los diputados cuyanos que seguían las ideas de San Martín.  Estos postulaban trasladarlo a Córdoba. Los motivos eran la centralidad geográfica, la posición estratégica por la cercanía al ejército de los Andes y la posibilidad de controlar la agitación política que afectaba a esa provincia por la presencia de partidarios federales influenciados por Artigas.
- El tercer grupo, que finalmente logró su objetivo, estaba integrado por los diputados porteños, el influyente general Guido y el mismo director Pueyrredón. Este deseaba trasladarlo a Buenos Aires para que el gobierno y el congreso tuvieran una mejor comunicación entre sí y se apoyaran mutuamente en sus decisiones.[13] Pedro Medrano, en sesión secreta, se refirió además a las dificultades de tratar las negociaciones diplomáticas con la corte del Brasil con un Congreso ubicado a tanta distancia de la capital y con las comunicaciones confidenciales pasando por Córdoba y Santa Fe donde podían ser interceptadas.

Sin embargo, en Buenos Aires, existían sectores que querían que la sede no fuera la capital sino Córdoba. Finalmente, el 25 de septiembre, luego de varias discusiones, se decidió por 28 votos contra 4 el traslado a Buenos Aires. Se trató de otro paso más en el quiebre de la unidad del Congreso y constituyó un triunfo, aunque relativo, del sector centralista. 
La mudanza tuvo efectos políticos negativos hasta tal punto que se designó al diputado Felipe Antonio Iriarte para que escribiera un Manifiesto del Traslado, para justificar las razones de tal medida. Este impreso, que lleva fecha 2 de octubre de 1816, fue distribuido en todas las ciudades para disipar los temores y calmar la oposición en Tucumán, Salta, Jujuy y los "pueblos constantes y heroicos"(sic) del Alto Perú.  El Manifiesto prometía a estos pueblos que el Congreso, a ubicarse en Buenos Aires, no descuidaría esas regiones: 

Nos mudamos de asiento cuando no mudamos de intención.
 Manifiesto de Traslado, 2 de octubre de 1816, en (Calvo, 1978, p. 410)

En Buenos Aires se eligió nuevamente como sede la casa del Consulado. Esta institución tuvo que mudarse para lo cual alquiló y realizó arreglos en la casona de los herederos de Francisco Ignacio de Ugarte. Al terminar las reparaciones, el director Pueyrredón decidió que el Congreso se trasladara a la casa de los Ugarte por estar en mejor estado y que el Consulado volviera a la suya.
Desde entonces, el Congreso dejó de ser "de Tucumán", aunque los historiadores suelen citarlo con ese nombre también en el período posterior. También dejó de ser la caja de resonancia de los intereses de las provincias del interior, para ser sometido a una intensa influencia del poder ejecutivo, de la prensa y de la opinión pública de la ciudad de Buenos Aires. Incluso se incorporaron diputados de las provincias ocupadas por los realistas, elegidos no en ellas, sino por el cabildo de Buenos Aires. Tal fue el caso de Jaime de Zudáñez, diputado por Charcas.
Durante todo el año de 1817 y la primera mitad de 1818, el Congreso se dedicó a legislar sobre cuestiones menores, excepto por un segundo Reglamento Provisorio, sancionado en diciembre de 1817, cuya aplicación fue muy limitada.
Durante el período en que sesionó en Buenos Aires, más de la mitad de los diputados fue reemplazado por otros. No obstante, las provincias federales tampoco se incorporaron al mismo. El “Redactor del Congreso” quedó en manos de uno de los nuevos diputados, Vicente López y Planes, y perdió mucho de su valor testimonial.

## El Manifiesto a las naciones
La Nota de materias de primera y preferente atención presentada en la sesión del 19 de junio de 1816, en su punto tercero, estableció como tarea prioritaria del Congreso las "Discusiones sobre la declaración solemne de nuestra independencia política: [y el] manifiesto de dicha declaración". Cuatro meses después, en la sesión secreta del 24 de octubre de 1816, se leyó una solicitud de Pueyrredón en la que, por razones diplomáticas, pedía "el pronto despacho del Manifiesto de la Independencia, como un documento que, acompañando la(sic) acta de la Independencia, [debía] ser una satisfacción a la opinión del universo". En esa misma sesión, el Congreso nombró a los diputados Teodoro Sánchez Bustamante, José María Serrano y Pedro Medrano para que en comisión elaboraran el citado manifiesto cuyo contenido debía exponer las razones o "considerandos" que motivaron la declaración de la independencia.
El 17 de enero de 1817, en la última sesión del Congreso en Tucumán, el diputado Sánchez Bustamante, para salvar su responsabilidad por la demora en cumplir la tarea encomendada, explicó que ante la imposibilidad de redactar el manifiesto, la comisión había acordado que fuera Medrado el que se hiciera cargo de la misma. Aclaró que su participación había consistido solo en una nota que entregó a Medrano con las razones, que a su entender, justificaban la independencia del país. El diputado Serrano manifestó a su vez que había comenzado la tarea pero que dado que Medrano sería el encargado, él solo había aportado, de palabra, algunas razones justificativas.
Recién el 8 de julio de 1817, ya en Buenos Aires y en sesión secreta, "se procedió a la lectura del manifiesto de nuestra Independencia" realizado oportunamente por el diputado Medrano. Como el texto no conformó a los congresistas, estos resolvieron nombrar a Juan José Paso como único comisionado para que hiciera "la reforma del manifiesto o su nueva formación", tarea para la cual fue elegido por unanimidad. El 20 de septiembre se hizo el análisis de la versión de Paso, lo que dio lugar a una nueva comisión de revisión integrada por Serrano, Sáenz y Chorroarín. Según fray Cayetano Rodríguez, en su carta a Agustín Molina del 10 de diciembre de 1817, la versión de Paso fue objetada porque era "un papel [texto] jurídico y no un manifiesto". Finalmente, en la sesión del 25 de octubre de 1817, se aprobó, con algunos agregados de última hora, el texto del presbítero Antonio Sáenz con el título completo de Manifiesto que hace a las Naciones el Congreso General Constituyente de las Provincias Unidas del Río de la Plata [en adelante "El manifiesto"].
Al respecto fray Rodríguez dijo: 

[...] luego sale Sáenz con el suyo de puros hechos, y algunos falsos, y ningún derecho que abone nuestra causa; pero este se aprueba, porque audaces fortuna juvat. [La suerte favorece a los audaces].
(Gianello, 1968, p. 243)

Durante muchos años, al no conocerse las actas secretas del Congreso, se atribuyó la autoría del Manifiesto a Pedro Ignacio de Castro y Barros dado que en esa sesión, por voto de la mayoría, se había decidido que solo Barros, en su calidad de presidente, y su secretario, José Eugenio Elías, firmaran el documento. Sin embargo, Juan Martín de Pueyrredón "afirmó rotundamente" que el redactor había sido José Mariano Serrano. El hecho concreto fue que, independientemente de quienes habían colaborado, la redacción provocó muchas objeciones previas hasta que se alcanzó el consenso necesario para su definitiva aprobación. Así el Manifiesto completó tardíamente la falta de justificación que había tenido el Acta de Independencia de 1816.
Un ejemplo canónico de la época era la extensa declaración de independencia de los Estados Unidos. Esta contenía, como justificación, en primer lugar, los principios legales o "derechos" pertinentes; en segundo lugar, un listado de los "hechos" o abusos que motivaban la independencia. Otro ejemplo canónico era la primera declaración de independencia de Venezuela del 5 de julio de 1811 en la que  primero se presentaban los hechos y luego los derechos justificatorios. A diferencia de estos dos casos,  el Manifiesto de 1817 apeló exclusivamente a los "hechos" sin exponer los "derechos":

Prescindimos de investigaciones del derecho de conquista, de concesiones pontificias, y de otros títulos [...] no necesitamos acudir a unos principios, que pudieran suscitar contestaciones problemáticas [...] Nosotros apelamos a los hechos, que forman un contraste lastimoso de nuestro sufrimiento con la opresión y sevicia de los españoles
(Gandia, 1961, p. 106)

El Manifiesto tomó como origen del proceso independentista el "honor ultrajado" que sufrieron los americanos por la falsa acusación de "rebelión" que habían hecho los españoles. De esta situación se derivó la independencia como única posibilidad que quedaba.
En la primera parte del texto se detallaron las críticas a España por la índole de su dominación colonial desde el siglo XVI y la paciencia que habían tenido los americanos en mantener su lealtad. En la segunda se narraron los sucesos ocurridos en los años previos a 1816, donde, a la permanente lealtad de los americanos hacia Fernando VII, se opuso la falta de capacidad y "comprensión" del rey y sus funcionarios, contradicción que finalmente produjo la independencia.

### Primera parte
Se ha demostrado la influencia que tuvo la Carta a los españoles americanos de Juan Pablo Viscardo y Guzmán, de gran difusión tanto directa como indirecta en el Río de la Plata en las primeras décadas del siglo XIX, en cuanto al "clima", vocabulario, convicciones y vehemencia en el "tratamiento y crueldades", "destrucción", "degradación, "ríos de sangre" que sufrieron los americanos durante 300 años. Esa primera parte fue objeto de severas críticas que comenzaron con fray Rodríguez que la calificó de "puros hechos, y algunos falsos". A mediados de 1818, apareció en Madrid un folleto titulado Examen y juicio crítico del folleto titulado: Manifiesto que hace a las nacionales el Congreso General de las Provincias Unidas del Río de la Plata, sobre el tratamiento y crueldades que han sufrido de los españoles, y motivado la declaración de su independencia. Este folleto, firmado por un tal "Americano del Sud", refutó con mucho acierto esos contenidos. Su autor fue fray Manuel Martínez Ferro que cumplía órdenes del primer secretario de Estado y Despacho del gobierno español a cargo del proyecto de "pacificación" de América. El folleto 

[...] criticaba que el Congreso hubiera redactado un manifiesto en el que motivaba la declaración de independencia sobre "antiguos hechos", exagerados y calumniosos, o sobre "crueldades supuestas e inverificables". (Rodríguez Tapia,, p. 284)

El objetivo del folleto de Martínez Ferro no era solo criticar el contenido sino impedir que las principales potencias europeas iniciaran negociaciones diplomáticas que pudieran reconocer la independencia de las Provincias Unidas.
Ya en el siglo XX, los historiadores Enrique de Gandía y el reverendo P. Guillermo Furlong S.J. sumaron sus críticas al contenido de esta primera parte del Manifiesto.

### Segunda parte
En la segunda parte del Manifiesto se mencionaron los sucesos ocurridos en el Río de la Plata desde las invasiones inglesas. Esta narración histórica se ubicó "en las antípodas" de los relatos tradicionales sobre la "revolución" de mayo y las guerras "de la independencia" consagrados posteriormente por Mitre y continuadores desde mediados del siglo XIX y hasta gran parte del siglo XX. Cuando, en 1961, Enrique de Gandía realizó el análisis detallado del Manifiesto, se preguntó  por qué nunca se lo había analizado a fondo. Su respuesta fue que los historiadores habían mantenido "oculta o en silencio la palabra de los hombres que declararon la independencia" porque contradecía la posterior versión oficial que sostenía la existencia de un plan preconcebido a cargo de actores conscientes que buscaban la libertad y la democracia.
Según el Manifiesto, las invasiones inglesas mostraron el abandono de la metrópoli y la incapacidad del virrey Sobremonte en contraposición con la conducta de los americanos que, pudiendo aprovechar esa circunstancia para separarse de España, se mantuvieron leales a ella. La agitación política en la metrópoli contra la usurpación de Napoleón se presentó como un estado de convulsión civil donde cualquiera en la metrópoli se consideraba con derecho a mandar en América. Y si bien inicialmente se había acatado fidelidad a la Junta Central, su posterior disolución y la presencia de españoles "afrancesados" o partidarios de Napoleón, fue el motivo para que se creara, en mayo de 1810, una junta provisoria a nombre de Fernando VII para conservar sus dominios. La palabra "revolución" no se mencionó. Frente a esto, fueron las autoridades españolas substitutas del rey las que se opusieron a esta determinación generando una guerra que el Manifiesto definió claramente como "guerra civil", no de "independencia". La posterior vuelta de Fernando al trono, después de cuatro años de guerra, produjo en principio la esperanza que se diera fin "a tantos desastres" pero la continuidad de la política anterior transformó la guerra civil en una guerra abierta. De esta manera, el Manifiesto terminaba sosteniendo que fueron "los españoles y su rey" los que empujaron a la independencia, "único partido que quedaba".
Esta versión historiográfica del Manifiesto estuvo en sintonía con otras interpretaciones historiográficas de la primera mitad del siglo XIX, que conceptualizaron el periodo 1810 a 1816 como una mezcla de azar, providencia y ambivalencias y no como hechos planificados que necesariamente llevaran a la independencia, ni que derivaran de un "espíritu nacional" en ciernes ni de "proyectos maduros de estados nacionales".

## La Constitución Unitaria
A pesar de que uno de sus principales objetivos era sancionar la constitución, se produjo al respecto una larga discusión sobre su oportunidad. Los diputados Sáenz, Serrano y Aráoz, por ejemplo, objetaron que

...no teniendo el Congreso, en virtud del sistema representativo que el país ha adoptado, para disponer de la suerte futura de las provincias que, o por sufrir el yugo de los enemigos, o por otras circunstancias, carecen hoy de representación competente, tampoco las tiene para dar una constitución que las comprenda.

No obstante, prevaleció la opinión contraria, sostenida especialmente por los diputados porteños.
En agosto de 1817 se había formado una comisión para redactar un proyecto de constitución. La formaban los diputados Serrano, Sánchez de Bustamante, Diego Estanislao Zavaleta, Sáenz y Paso. Esta comisión redactó el Reglamento Provisorio, y luego lo extendió y modificó para llevarlo a ser una constitución.
Tras más de dos años sin hacer mucho al respecto, el 31 de julio de 1818, el Congreso inició la discusión de un proyecto de constitución. Se trataba de un documento que aglutinaba disposiciones del reglamento de 1815 y de las leyes de la Asamblea del año XIII. En general, muchas de sus normas eran extraídas de la constitución española de 1812.
Por esa misma época, fue enviado a Europa el canónigo Valentín Gómez, diputado del Congreso, con instrucciones de conseguir un príncipe europeo para ocupar el trono de las Provincias Unidas y lograr alianzas con Francia y Gran Bretaña. No logró su cometido. Pero, aún en fecha tan tardía como el 12 de noviembre de 1819 —muchos meses después de la sanción de la Constitución— se aprobaría un proyecto de coronación del infante Carlos Luis de Borbón, príncipe de Luca, como rey de las Provincias Unidas.
El texto definitivo de la Constitución Argentina de 1819 fue oficialmente sancionado el 22 de abril de 1819. Se trataba de una constitución aristocrática y unitaria.
El manifiesto con que se anunciaba la Constitución, redactado por el Deán Funes, decía:

Seguramente podemos decir con igual derecho lo que decía una sabia pluma en su caso, que la presente Constitución no es: ni la democracia fogosa de Atenas, ni el régimen monacal de Esparta, ni la aristocracia patricia ni la efervescencia plebeya de Roma, ni el gobierno absoluto de Rusia, ni el despotismo de Turquía, ni la Federación complicada de algunos estados… un estado medio entre la convulsión democrática, la injusticia aristocrática y el abuso del poder ilimitado.

En la práctica, la constitución nunca se llegó a aplicar: el Directorio siguió rigiéndose por los estatutos anteriores y las provincias federales lo rechazaron de plano. Las provincias interiores juraron obediencia a la Constitución, y algunas de ellas llegaron a elegir diputados y senadores para el proyectado congreso nacional. Pero los grupos opositores empezaron en esa misma fecha a organizar las revoluciones que derrocarían a los gobiernos directoriales.
De los 24 diputados firmantes de la Constitución
once habían firmado el Acta de la Independencia. Estos eran: Paso, Sáenz, Acevedo, Malabia, Serrano, Pacheco de Melo, Sánchez de Bustamante, Castro Barros, Godoy Cruz Rivera, Gallo y Uriarte.

## La disolución
El 9 de junio de 1819, desobedecido en todos lados –incluso por el general San Martín, que se negaba a llevar su ejército a combatir a los federales– Pueyrredón presentó su renuncia al cargo de Director Supremo. En su lugar, el Congreso eligió al general José Rondeau. Este siguió la política de su antecesor en todo: ofensivas militares contra los federales, alianzas con el invasor portugués de la Banda Oriental, y retiro de los ejércitos que hacían la guerra de la independencia para utilizarlos en la guerra civil.
En enero de 1820, la situación del Directorio era ya muy endeble: ya no era obedecido fuera de Buenos Aires y Córdoba y –con mucha menor autoridad– en Salta y Cuyo. El resto del país era, de hecho, independiente de su autoridad. La invasión de los federales, dirigidos por Estanislao López y Francisco Ramírez, provocó el motín de Arequito, que precipitó la separación de Córdoba, casi simultánea con el inicio de la revolución federal en Cuyo. Desde ese momento, el director Supremo solo era obedecido en Buenos Aires.
Rondeau se puso al frente del ejército de la capital y salió al encuentro de los federales. En su lugar, y con carácter de Director Interior del Estado, fue elegido el diputado porteño Juan Pedro Aguirre, que se hizo famoso por dos gestiones: ordenó la prisión de Pueyrredón, Tagle y Julián Álvarez, permitiéndoles al mismo tiempo huir hacia Montevideo. Por otro lado, lanzó una proclama incendiaria contra los federales, anunciando su llegada a las puertas de Buenos Aires, 

"...objeto de sus venganzas, víctima decretada en los consejos de su irritación. Los pretendidos federales, no lo dudéis, lo que pretenden es humillaros. Ninguna otra gloria les apetece que imponer su planta osada sobre vuestra noble cerviz."

Rondeau enfrentó a los federales en la batalla de Cepeda, el 1 de febrero de 1820, y fue completamente derrotado. Mientras sus soldados entraban huyendo a la ciudad, esparciendo el desaliento, el general director tardó varios días en reunir algunas tropas con las que entró a la capital, con la pretensión de recomponer su gobierno.
Tras cumplirse un ultimátum de 8 días, el ejército federal avanzó hacia Buenos Aires, anunciando que interrumpiría sus marchas en cuanto supieran que el actual gobierno hubiera caído, y que el pueblo de Buenos Aires fuera libre para elegir sus autoridades. Simultáneamente, el general Soler, comandante del ejército de campaña, exigió la renuncia de Rondeau, agregando:

"Las provincias se han separado, de consiguiente, ¿a quién representa el Congreso? Los enemigos no quieren tratar con autoridad que dependa de él..."

El 11 de febrero, Rondeau presentó su renuncia, pero no al Congreso sino al Cabildo de Buenos Aires. El Congreso se consideró disuelto desde ese mismo momento, y nadie volvió a acordarse de la constitución del año anterior. Los diputados del interior sufrieron varias semanas de arresto, acusados de haber colaborado en las maniobras monárquicas y en la alianza con Portugal. Recuperaron la libertad y, en su gran mayoría, huyeron rápidamente de la ciudad.
Comenzaba la Anarquía del Año XX.

## Documentación
Los documentos pertenecientes  al congreso en su etapa tucumana se trajeron íntegros a Buenos Aires al momento de su traslado. Esa documentación, que consistía en 6755 fojas, estuvo depositada en el Archivo de la Cámara de Diputados de la Provincia de Buenos Aires. En 1910, en un libro inventario del Archivo Histórico de la Provincia de Buenos Aires figuró que ya a esa fecha faltaban 846 documentos.
Se estima que la documentación estaba constituida por:
a) Libros de actas de las sesiones públicas. Estos libros manuscritos, que debían sumar tres o cuatro volúmenes, se han perdido por completo aunque existen testimonios de algunas actas. El 16 de febrero de 1916, Monseñor Agustín Piaggio se lamentaba de la pérdida de tres libros de actas públicas, que "tal vez han desaparecido para siempre".
b) Libros de actas de las sesiones secretas. Bartolomé Mitre tuvo acceso a ellas cuando estaban depositadas en el Archivo de la Cámara de Diputados de la provincia de Buenos Aires. En el Museo Mitre figuran algunos extractos manuscritos que realizó Mitre. También figura uno en su Historia de Belgrano.  Luego esas actas se extraviaron. Monseñor Piaggio, en febrero de 1916, mencionó que habían figurado en el archivo "poco tiempo atrás": 

[...] [deben hallarse] en poder de algún bibliómano imbécil, que estima en más el tonto capricho o pueril vanidad de ser el único poseedor de un tesoro que no sabe valorar ni explotar".
Carta de Agustín Piaggio al presbítero Yani en (Gandía, 1975, p. 397-399)

 El 16 de junio de 1924, la sucesión de Dardo Rocha los devolvió al Archivo General de la Nación. El corpus devuelto consta de 140 actas, aunque se sabe que no están todas.
c) Libro de Constitución. El historiador Levene ha conjeturado que en este libro se asentaron las deliberaciones vinculadas con la redacción de la Constitución.
d) Libro de votos salvos de los diputados del Congreso en sesiones secretas.
e) Libro de Actas de la Comisión que lleva fecha 15 de diciembre de 1818.
f) Libro de Acuerdos. Donde se supone que se asentaron todas las resoluciones, incluso la constitución.
g) Libro Copiador de las órdenes oficiales. Este libro que obraba en el Museo Mitre fue entregado en préstamo el 8 de febrero de 1915 a Monseñor Piaggio a quien luego le fue sustraído conjuntamente con otros importantes documentos. Algunos aparecieron posteriormente.
h) El Redactor del Congreso Nacional. La redacción de esta publicación semanal fue encargada por el congreso a fray Cayetano Rodríguez, diputado por Buenos Aires, por su experiencia como redactor de la Asamblea del año XIII. Fue el único cargo estable del congreso en su etapa tucumana. El primer número apareció el 1.º de mayo de 1816 y fue el más extenso pues tenía once páginas. En la cabeza de esa extensa introducción decía: 

Reflexiones de El Redactor sobre la instalación del Congreso nacional, producida el 24 de marzo de 1816, sesión del 25 de marzo. (Ravignani, 1937-1939, p. 181)

Las publicaciones posteriores tuvieron un promedio general de 4 páginas. Dado que la ciudad de Tucumán carecía de imprenta las publicaciones se realizaron en Buenos Aires.  Se han conservado todos los ejemplares. La publicación contenía dos partes: las llamadas "reflexiones", verdaderas "editoriales" cuyo autor era fray Rodríguez, y los resúmenes de las sesiones. Fúrlong Cárdiff se lamentó de que sobre El Redactor no se hubieran hecho los comentarios y análisis similares a los realizados sobre otros corpus documentales. Se ha calificado lo escueto de cada resumen como de "Concisión que desespera" y se ha criticado la ausencia de datos sobre los violentos debates y oposiciones bruscas que se dieron entre los diputados debido al sesgo que introdujo fray Rodríguez conjuntamente con el Congreso, que buscaron presentar públicamente un congreso unido y cortés.